# Роспонд, Станислав (лингвист)
Стани́слав Ро́спонд (пол. Stanisław Rospond, 19 декабря 1906 года, Лишки, Австро-Венгрия — 16 октября 1982 года, Вроцлав, Польша) — польский лингвист, профессор Вроцлавского университета, ректор Опольского университета, автор сочинений о польской и славянской ономастике, антропонимии и этимологии, автор структурной классификации антропонимов и топонимов.

## Биография
Рано осиротев, Станислав Роспонд находился под опекой своего дяди епископа Станислава Роспонда. Обучался на факультете славистики и полонистики Ягеллонского университета, по окончании которого работал в нём же научным ассистентом. С 1936 года работал старшим ассистентом на кафедре польского языка Львовского университета, где проработал до 1941 года. В 1945 года вернулся в Ягеллонский университет и в ноябре этого же года переехал во Вроцлав, чтобы создать во Вроцлавском университете кафедру русского языка. Возглавлял эту кафедру до 1969 года.
С 1945 года работал в силезском отделении Комиссии по установлению наименований местностей.
В 1950 году был одним из основателей и первым ректором Высшей педагогической школы во Вроцлаве. С 1958 по 1960 год был деканом филологического факультета Вроцлавского университета. В эти же годы был одним из основателей Вроцлавского научного общества.
Скончался 16 октября 1982 года во Вроцлаве и был похоронен на Грабишинском кладбище.

## Научная деятельность
В 1946 году стал составлять «Słowniki nazwisk śląskich» (Словарь силезских фамилий). В 1951 году опубликовал двухтомник «Słownik nazw geograficznych Polski zachodniej i północnej» (Словарь географических названий западной и северной Польши).
Был автором более 600 научных работ по польской ономастике, в том числе многочисленных словарей польского языка, его силезского диалекта.
Написал следующие важные сочинения: «Gramatyka historyczna języka polskiego» (Историческая грамматика польского языка), «Polszczyzna śląska» (Силезский польский язык), «Dzieje polszczyzny śląskiej» (История силезского польского языка), «Nazwiska Ślązaków» (Фамилии силезцев), «Nazwy patronimiczne na Śląsku» (Патронимические названия в Силезии).

## Основные работы

### Книги
- Rospond S. Klasyfikacja strukturalno-gramatyczna słowiańskich nazw geograficznych. — Wroclaw: Państwowe Wydawnictwo Naukowe, 1957. — 73 s.
- Rospond S. Południowo-słowiańskie nazwy miejscowe z sufiksem *-itj-. — Kraków: Nakł. Polskiej Akademii Umiejętności, 1937. — 254 s.
- Rospond S. Słowiańskie nazwy miejscowe z sufiksem -sk-. — Wrocław: Zakład Narodowy im. Ossolińskich, 1969. − 432 s.
- Rospond S. Słowiańskie nazwy miejscowe z sufiksem -jь. — Wrocław: Wydawnictwo Uniwersytetu Wrocławskiego, 1983. — 182 s.
- Rospond S. Słownik etymologiczny miast i gmin PRL. — Wrocław : Zakład Narodowy im. Ossolińskich, 1984. — 463 s.
- Rospond S. Stratygrafia słowiańskich nazw miejscowych (próbny atlas toponomastyczny). — Wrocław: Zakład Narodowy im. Ossolińskich, 1974. — T. 1. — 238 s.; 1976. — T. 2. — 211 s.
- Rospond S. Studia nad językiem polskim XVI wieku. — Wrocław: Wrocławskie Towarzystwo Naukowe, 1949. — 533 s.

### Статьи
- Роспонд С. Значение древнерусской ономастики для истории (к этимологии топонима Киев) // Вопросы языкознания. — 1968. — № 1. — С. 103—110.
- Роспонд С. Перспективы развития славянской ономастики // Вопросы языкознания. — 1962. — № 4. — С. 9—19.
- Роспонд С. Структура и классификация древневосточнославянских антропонимов (имена) // Вопросы языкознания. — 1965. — № 3. — С. 3—21.
- Роспонд С. Структура и стратиграфия древнерусских топонимов // Восточнославянская ономастика. — М.: Наука, 1972. — С. 9—89.
- Роспонд С. Miscellanea onomastica Rossica. I. Летопись Нестора как ономастический источник; II. Еще раз о Киеве // Восточнославянская ономастика. — М.: Наука, 1979. — С. 5—47.
- Rospond S. Dawny Wrocław i jego okolica w świetle nazewnictwa // Sobótka. — 1970. — № 1. — S. 9—32.
- Rospond S. O nazwiskach słowiańskich na -ski // Slavica Slovaca. — 1971. — R. 6.1. — S. 54—61.
- Rospond S. Odra — Ουιαδος // Onomastica Slavogermanica. — Wrocław, 1966. — T. II. — S. 111—114.
- Rospond S. Pierwotna nazwa Kalisza // Slavia Occidentalis. — 1960. — T. XX.2. — S. 133—138.
- Rospond S. Pochodzenie nazwy Gniezno // Dzieje Gniezna. — Warszawa, 1965.
- Rospond S. Pochodzenie nazwy Rusь // Rocznik Slawistyczny. — 1977. — T. 38. — S. 35—60.
- Rospond S. Problem genezy polskiego języka literackiego: uwagi polemiczne do artykułów T. Milewskiego oraz W. Taszyckiego // Pamiętnik Literacki. — 1953. — T. 44.2. — S. 512—547.
- Rospond S. Słowiańskie imiona w źródłach antycznych // Lingua Posnaniensis. — 1968. — T. XII/XIII. — S. 99—117.
- Rospond S. Sufiks -sk // -ko jako formant zachodniosłowiańskich nazw miejscowych. Próba klasyfikacji znaczeniowej na podstawie materiału toponomastycznego z XII—XVI wieku // Slavia Occidentalis. — T. XII. — 1933. — S. 45—54.